# Disney: Twisted-Wonderland
Disney: Twisted-Wonderland (ディズニー ツイステッドワンダーランド, Dizunī Tsuisuteddo Wandārando) est un jeu vidéo mobile japonais créé par Aniplex et Walt Disney Japan. La conception des personnages, le scénario et le concept ont été conçus par la créatrice de Black Butler, Yana Toboso, en se concentrant sur les représentations de méchants de diverses franchises Disney. Le jeu est sorti sur Android et iOS au Japon le 18 mars 2020.

## Système de jeu

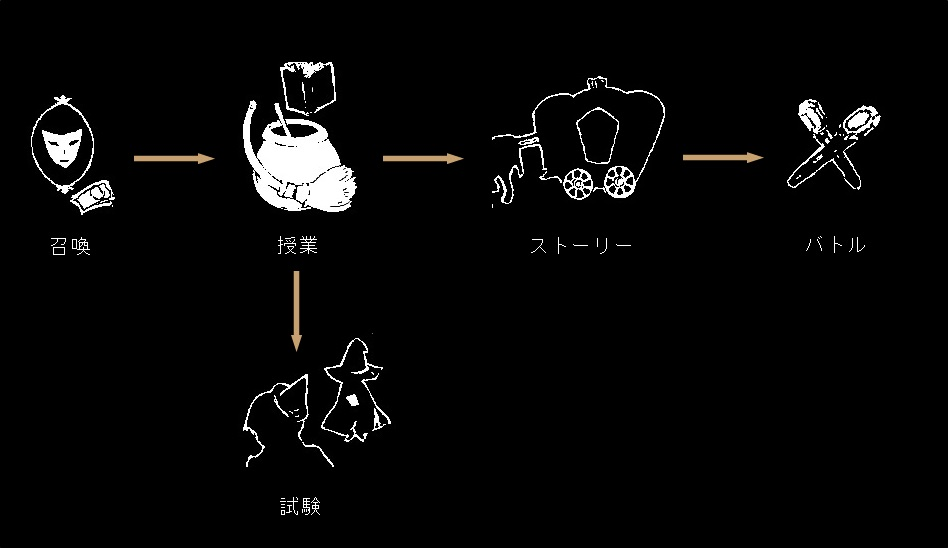
Schéma résumant le principe du jeu Disney : Twisted-Wonderland

Disney: Twisted-Wonderland est décrit comme un "jeu d'aventure de l'académie des méchants" avec des éléments de jeu rythmique et de combat. Sur la page d'accueil, le joueur peut interagir avec n'importe quel personnage qui apparaît à l'écran à ce moment-là. Les élèves peuvent être mis en classe pour augmenter leurs statistiques dans des sujets tels que l'histoire de la magie, l'alchimie et le vol. L'intrigue est racontée en trois parties distinctes: une section de visual novel qui explore les histoires des élèves, une section de jeu rythmique et une section de combat. La partie examens du jeu utilise le mode combat pour tester à quel point le joueur a évolué en tant que sorcier.

## Trame
Le personnage principal, dont le nom est choisi par le joueur, est convoqué dans un autre monde par un miroir magique et arrive à l'école de formation à la magie, Night Ravens College. Le personnage principal est accueilli par le directeur de l'école et fait la connaissance des meilleurs élèves de l'école, chacun dans sept dortoirs différents.

## Développement
Aniplex a annoncé qu'ils produisaient le jeu en collaboration avec Walt Disney Japan à l'AnimeJapan de 2019. Yana Toboso, la créatrice de Black Butler, a été reconnue pour le concept, le scénario et la conception des personnages.
Disney: Twisted-Wonderland est sorti le 18 mars 2020. La cinématique d'ouverture du jeu est animé par Troyca et la musique, "Piece of My World", a été interprétée par Night Ravens,.

## Autres supports
Le jeu mobile a été adapté en manga sous le nom Disney Twisted-Wonderland The Comic: Episode of Heartslabyul et a été publié à partir du 18 mars 2021 dans le magazine Monthly GFantasy de Square Enix. Il est scénarisé par Wakana Hazuki et illustré par Sumire Kowono. Il a par la suite été publié en tome, format tankōbon, le 27 septembre 2021 au Japon  (ISBN 9784757574960).
En octobre 2021, une adaptation sous forme d'animé a été annoncé et qui sera prévu pour la plateforme Disney+.